# Carpanzano
Carpanzano är en ort och kommun i provinsen Cosenza i regionen Kalabrien i Italien. Kommunen hade 237 invånare (2017).